# Gewassenkorstkaas

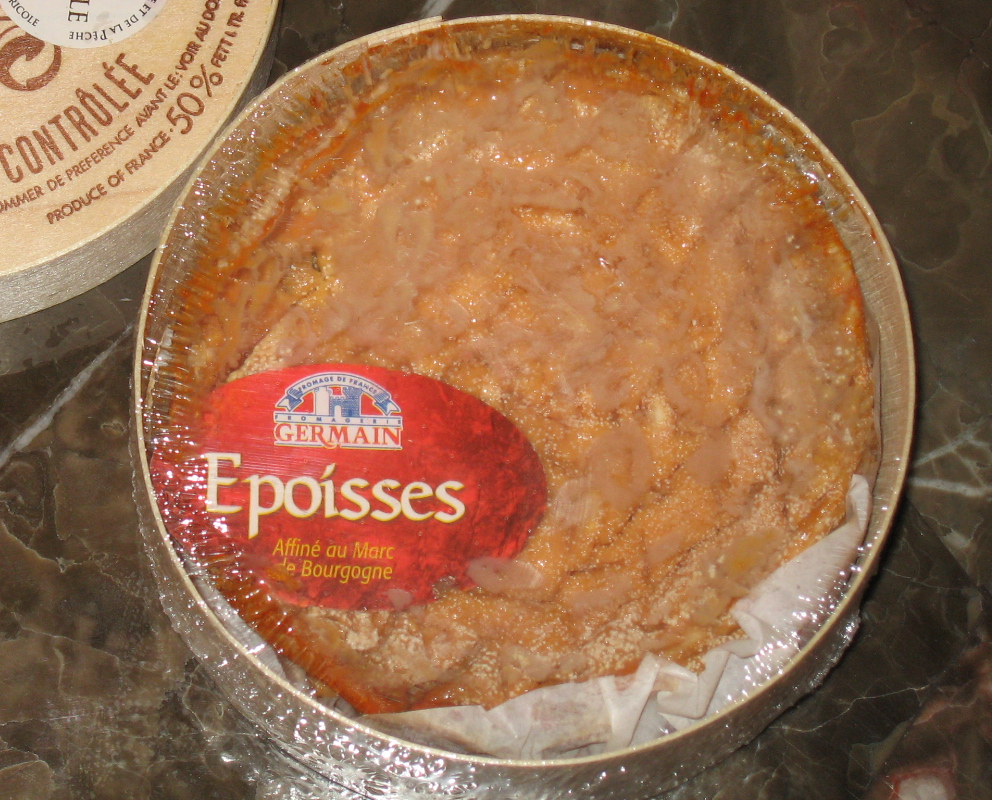
Een roodflorakaas behandeld met Marc de Bourgogne.

Gewassenkorstkaas, roodbacterie-kaas, of ook wel roodflorakaas genoemd zijn zachte kazen waarvan de korst is behandeld met een bepaalde vloeistof en niet door een schimmel, maar met behulp van een bacterie verder rijpt.
De korst kan van grijsachtig tot oranje tot rood gekleurd zijn. Jonge kazen hebben een zeer dunne eetbare korst. Oudere gerijpte kazen hebben een dikkere korst die meestal niet gegeten wordt.
Tijdens de productie en rijping van bepaalde kaassoorten ondergaan deze een oppervlaktebehandeling. De korst wordt “gewassen” of besproeid. Dit gebeurt met vloeistoffen als gedestilleerde drank, wijn, bier of pekelwater. Hierdoor blijft de korst gedurende het rijpingsproces zacht. Een belangrijke rol speelt daarnaast de bacterie Brevibacterium linens. Deze vormt aan het oppervlak van de kaas een oranje-rood, licht vettige kruimelige korst. Omdat de roodbacterie de overhand krijgt zullen ongewenste micro-organismen worden tegengehouden. Door deze wijze van rijping zal de kaas een sterkere geur en smaak ontwikkelen.
Enkele bekende roodschimmelkazen zijn:
Frankrijk
- Chaumes
- Epoisses
- Munster
- Reblochon
- Saint-Paulin
- Vacherin

Italië
- Taleggio

Nederland
- Kernhem
- Doruvael

België
- Hervekaas
- Pater Lievens
- Kaasterkaas
- Délice de Houblonesse
- Wijnendale